# Marian Huja
Marian Fernando Huja (Agualva-Cacém, 5 agosto 1999) è un calciatore portoghese con cittadinanza rumena, difensore del Pogoń Stettino.

## Biografia
È nato in Portogallo da genitori originari di Țara Oașului, in Romania; è in possesso della cittadinanza di entrambi i paesi.

## Carriera
Cresciuto nei settori giovanili di Belenenses e Watford, nel 2018 si trasferisce all'HB Køge, con cui inizia la carriera professionistica. Dopo due stagioni trascorse con il club danese, il 26 settembre 2020 viene acquistato dal Petrolul Ploiești. Nel corso degli anni si impone come titolare dei gialloblù, con cui vince il campionato di Liga II nel 2022; il 21 settembre 2024 rinnova con il club di Ploiești fino al 2026.
Il 28 giugno 2025, dopo aver collezionato 127 presenze totali con il Petrolul, viene ceduto al Pogoń Stettino, con cui firma un biennale con opzione.

## Statistiche

### Presenze e reti nei club
Statistiche aggiornate al 18 agosto 2025.
| Stagione                 | Squadra                  | Campionato               | Campionato | Campionato | Coppe nazionali | Coppe nazionali | Coppe nazionali | Coppe continentali | Coppe continentali | Coppe continentali | Altre coppe | Altre coppe | Altre coppe | Totale | Totale | Totale |
| Stagione                 | Squadra                  | Comp                     | Pres       | Reti       | Comp            | Pres            | Reti            | Comp               | Pres               | Reti               | Comp        | Pres        | Reti        | Pres   | Reti   |        |
| ------------------------ | ------------------------ | ------------------------ | ---------- | ---------- | --------------- | --------------- | --------------- | ------------------ | ------------------ | ------------------ | ----------- | ----------- | ----------- | ------ | ------ | ------ |
| 2018-2019                | HB Køge                  | 1.D                      | 27         | 0          | CD              | 3               | 0               | -                  | -                  | -                  | -           | -           | -           | 30     | 0      |        |
| 2019-2020                | HB Køge                  | 1.D                      | 17         | 0          | CD              | 2               | 0               | -                  | -                  | -                  | -           | -           | -           | 19     | 0      |        |
| Totale HB Køge           | Totale HB Køge           | Totale HB Køge           | 44         | 0          |                 | 5               | 0               |                    | -                  | -                  |             | -           | -           | 49     | 0      |        |
| sett. 2020-2021          | Petrolul Ploiești        | L2                       | 10         | 2          | CR              | 0               | 0               | -                  | -                  | -                  | -           | -           | -           | 10     | 2      |        |
| 2021-2022                | Petrolul Ploiești        | L2                       | 28         | 1          | CR              | 1               | 0               | -                  | -                  | -                  | -           | -           | -           | 29     | 1      |        |
| 2022-2023                | Petrolul Ploiești        | L1                       | 20         | 0          | CR              | 3               | 1               | -                  | -                  | -                  | -           | -           | -           | 23     | 1      |        |
| 2023-2024                | Petrolul Ploiești        | L1                       | 24         | 2          | CR              | 3               | 2               | -                  | -                  | -                  | -           | -           | -           | 27     | 4      |        |
| 2024-2025                | Petrolul Ploiești        | L1                       | 36         | 0          | CR              | 2               | 0               | -                  | -                  | -                  | -           | -           | -           | 38     | 0      |        |
| Totale Petrolul Ploiești | Totale Petrolul Ploiești | Totale Petrolul Ploiești | 118        | 5          |                 | 9               | 3               |                    | -                  | -                  |             | -           | -           | 127    | 8      |        |
| 2025-2026                | Pogoń Stettino           | EK                       | 5          | 1          | CP              | 0               | 0               | -                  | -                  | -                  | -           | -           | -           | 5      | 1      |        |
| Totale carriera          | Totale carriera          | Totale carriera          | 167        | 6          |                 | 14              | 3               |                    | -                  | -                  |             | -           | -           | 181    | 9      |        |

## Palmarès

### Club

#### Competizioni nazionali
- Liga II: 1

Petrolul Ploiești: 2021-2022